# 青鱈
青鱈為輻鰭魚綱鱈形目鱈科的其中一種，分布於東北大西洋區，從挪威至比斯開灣海域，棲息深度可達200公尺，本魚背鰭3個，臀鰭2個，下頜明顯突出超過上頷一些，側線連續，在胸鰭基底的沒有深色斑點。體色是可變，背部黑色，強烈地與銀灰色側邊與腹面區分; 身體有的上半部黃色到橘色的條紋或斑塊;側線呈綠色的，鰭全黑色除了腹鰭是淡黃色，背鰭軟條24-28枚，臀鰭軟條33-39枚，體長可達130公分，棲息在大陸棚，為底棲性魚類，屬肉食性，以甲殼類、頭足類及小魚等為食，為高經濟價值的食用魚。 